# Четыре истины
Четыре истины (итал. Le quattro verità) — итальянско-французско-испанский драматический кинофильм из четырех эпизодов, режиссеров Алессандро Блазетти, Эрве Бромбергера, Рене Клера и Луиса Гарсии Берланги, выпущенный 21 декабря 1962 года.

## Сюжет
- Эпизод 1: «Смерть и палач» (режиссер Луис Гарсиа Берланга)

Музыкант из-за невезения пытается совершить самоубийство.
- Эпизод 2: «Два голубя» (режиссер Рене Клер)

Двое молодых людей застряли у себя дома через закрытый замок. Наедине они понимают, что любят друг друга
- Эпизод 3: «Ворона и лиса» (режиссер Эрве Бромбергер)

Муж очень ревнует свою жену, чем еще больше способствует ее поклонникам.
- Эпизод 4: «Черепаха и заяц» (режиссер Блазетті)

Женщина любыми методами пытается вернуть своего мужа, используя даже оружие.